# Clavicola

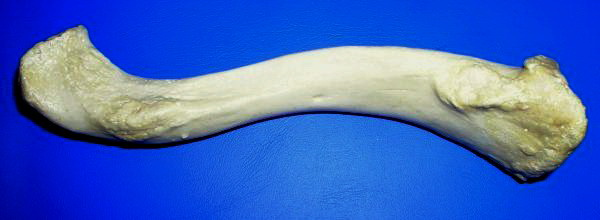
Clavicola. Vista dal basso.

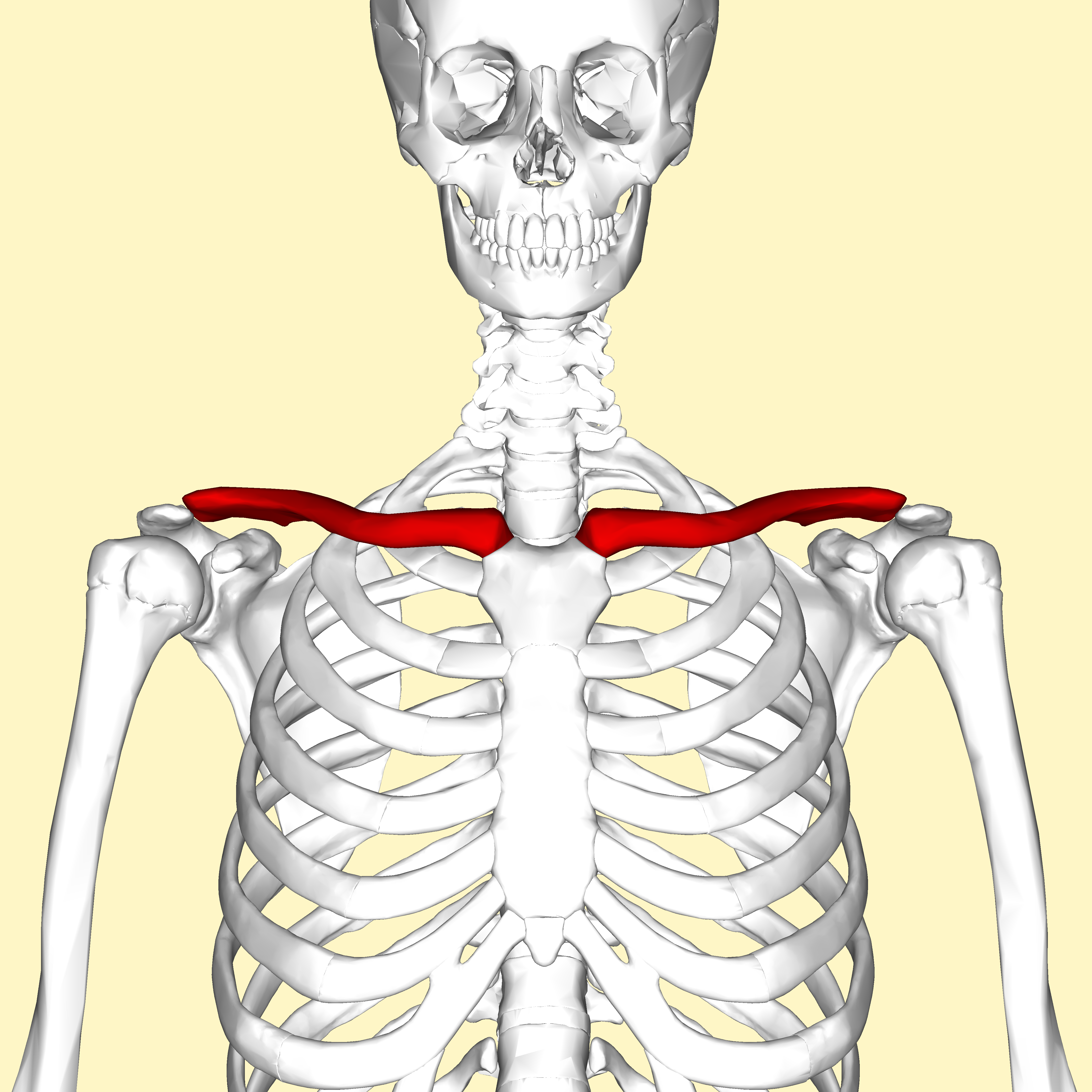
Collocazione della clavicola nello scheletro umano.

La clavicola è un osso pari della spalla, con forma a "S" e due estremità articolari distinte. La sua funzione è collegare la scapola (e, attraverso essa, tutto l'arto superiore) allo scheletro assile, trasferendo così parte del peso al torace.
La classificazione della clavicola è incerta, poiché è apparentemente un osso lungo, ma presenta ossificazione e struttura interna tipiche delle ossa piatte. Internamente è costituita da tessuto osseo trabecolare nella regione laterale, mentre presenta una cavità midollare nei suoi due terzi mediali.
La particolare forma ad "S" è data da due concavità: una mediale (posteriore) e una laterale (anteriore). Generalmente, nella femmina la clavicola tende ad essere più corta, sottile, liscia e meno curva rispetto al maschio.
Si trova tra la punta superiore dello sterno (manubrio) e la parte superiore della scapola. Le estremità prendono il nome di estremità acromiale (laterale) ed estremità sternale (mediale). Non si può parlare di epifisi o diafisi in quanto la clavicola non è propriamente un osso lungo.
Il corpo o soma della clavicola, nella parte più centrale, prende il nome di III medio clavicolare, ed è l'unica parte della clavicola apprezzabile palpatoriamente, in quanto non è sede di inserzione di muscoli.
È il primo osso del corpo umano ad ossificarsi, circa 42-50 giorni post-fertilizzazione. Solitamente termina di crescere entro i 23 anni di età in entrambi i sessi.

## Estremità acromiale
L'estremità acromiale (laterale) si pone in relazione con l'acromion della scapola, realizzando l'articolazione acromioclavicolare, una artrodia. In questo segmento della clavicola, sulla faccia inferiore dell'osso ed in prossimità del margine posteriore, è presente una sporgenza, il tubercolo conoide, che dà inserzione all'omonima parte del legamento coracoclavicolare. Sempre nella faccia inferiore della clavicola, ma anteriormente e lateralmente rispetto al tubercolo conoide, è distinguibile una linea stretta ed irregolare, la linea trapezoide, su cui si inserirà la parte trapezoide del legamento coracoclavicolare. È in corrispondenza di queste due zone di inserzione del legamento coracoclavicolare che viene trasmesso il peso dell'arto superiore alla clavicola. Al confine con il terzo medio prendono inserzione il muscolo deltoide (anteriormente) e il muscolo trapezio (posteriormente). Questa è una regione di confine tra collo e tronco.

## Corpo e III medio
Il III medio è una parte del corpo della clavicola, dove non prende inserzione alcun muscolo. Chiude anteriormente un'interstizione muscolare, la regione sovraclaveale, nella quale prendono posizione numerosi oggetti anatomici: vena e arteria succlavia, apici dei polmoni, radici del plesso brachiale, linfocentro sovraclaveale.
Sul resto del corpo, e più precisamente al confine con l'estremità sternale, prendono inserzione il muscolo gran pettorale (anteriormente) e il muscolo sternocleidomastoideo (superiormente).

## Estremità sternale
L'estremità sternale (mediale) è generalmente irregolare e rugosa ed è caratterizzata dalla presenza di una faccetta articolare per l'articolazione sterno-clavicolare, un'articolazione a sella scarsamente mobile. Dietro questa articolazione (a destra) passa l'arteria anonima, che pertanto può essere lacerata dopo una frattura a questo livello della clavicola, con gravi conseguenze. In corrispondenza dell'articolazione di sinistra termina un condotto linfatico, il dotto toracico. In prossimità dell'estremità sternale, inferiormente nella faccia posteriore della clavicola, prendono inserzione le fibre laterali del muscolo sternojoideo.

## Articolazioni
- articolazione sterno-clavicolare
- articolazione acromio-clavicolare